# Дірінг (Джорджія)
Дірінг (англ. Dearing) — місто (англ. town) в США, в окрузі Макдаффі штату Джорджія. Населення — 529 осіб (2020).

## Географія
Дірінг розташований за координатами 33°24′55″ пн. ш. 82°23′11″ зх. д. / 33.41528° пн. ш. 82.38639° зх. д. (33.415187, -82.386483).  За даними Бюро перепису населення США в 2010 році місто мало площу 2,13 км², з яких 2,11 км² — суходіл та 0,02 км² — водойми.

## Демографія
Згідно з переписом 2010 року, у місті мешкало 549 осіб у 210 домогосподарствах у складі 152 родин. Густота населення становила 257 осіб/км².  Було 229 помешкань (107/км²).
Расовий склад населення:
| - 87,8 % — білих - 9,1 % — чорних або афроамериканців - 0,5 % — корінних американців - 0,2 % — азіатів - 1,6 % — осіб інших рас |

До двох чи більше рас належало 0,7 %. Частка іспаномовних становила 2,7 % від усіх жителів.
За віковим діапазоном населення розподілялося таким чином: 25,0 % — особи молодші 18 років, 58,1 % — особи у віці 18—64 років, 16,9 % — особи у віці 65 років та старші. Медіана віку мешканця становила 41,0 року. На 100 осіб жіночої статі у місті припадало 84,8 чоловіків;  на 100 жінок у віці від 18 років та старших — 84,8 чоловіків також старших 18 років.
Середній дохід на одне домашнє господарство  становив 37 883 долари США (медіана — 36 417), а середній дохід на одну сім'ю — 44 705 доларів (медіана — 42 212). За межею бідності перебувало 21,0 % осіб, у тому числі 23,5 % дітей у віці до 18 років та 33,8 % осіб у віці 65 років та старших.
Цивільне працевлаштоване населення становило 208 осіб. Основні галузі зайнятості: освіта, охорона здоров'я та соціальна допомога — 17,3 %, виробництво — 13,5 %, науковці, спеціалісти, менеджери — 13,0 %.